# 卡洛雷河畔圣曼戈
卡洛雷河畔圣曼戈（義大利語：San Mango sul Calore），是意大利阿韦利诺省的一个市镇。总面积14平方公里，人口1225人，人口密度87.5人/平方公里（2009年）。ISTAT代码为064082。